# Joe Dawson (Hegylakó)
Joe Dawson a Hegylakó című sorozat egyik szereplője. Megformálója: Jim Byrnes.

## Élete
Joe 1956-ban született Amerikában. A mindennapi átlagemberek életét élte, mígnem akkori barátnője sóvárgását félreértve beállt a hadseregbe és Vietnámba repült a kilátástalan háborúba. A lány mindig arról beszélt Joe-nak mennyire szereti az egyenruhás fiúkat. Ő pedig csak húsz év múlva tudta meg, hogy ezalatt a lány a focimezt és nem a katonai egyenruhát értette. Ez a félreértés végzetes eredménnyel járt az ifjú Joe számára. A vietkongok elleni harcban ugyanis taposóaknára lépett. A csapatát vezető ezredes mentette meg a biztos haláltól, de miközben átkeltek a mocsáron a néger tisztet halálos lövés érte. Az eszméletlen Joe-t amerikai katonák találták meg és egy rögtönzött kórházba vitték. Amikor pár nap múlva magához tért, legnagyobb meglepetésére ezredesét látta a táborban, akit látott összeesni és meghalni. Teljesen tanácstalan volt, nem értette, hogy lehetséges ez. Aztán az egyik katona - Ian Bancroft - odalépett hozzá és elmondta neki, hogy felettese nem pusztán ember. Ő halhatatlan. Semmilyen golyó nem árthat neki. Azt is elmondta, hogy ő egy olyan szervezetnek, a Figyelők "rendjének" a tagja, akik titkon nyomon követik a halhatatlanokat. Felajánlotta a fiúnak, hogy ő is lépjen be közéjük. Miután a 20 éves Joe katonai karrierje lába elvesztésével derékba tört, elfogadta az ajánlatot. Ez új értelmet adott az életének.
A következő húsz évben Joe a munkájának szentelte az életét. Bár megnősült és született egy lánya, aki időközben férjhez is ment a szintén Figyelő, James Hortonhoz, ám ő csak a halhatatlanok történetének dokumentálásának élt. Illetve nem csak annak. Hogy elfoglalja magát és ne csak rokkantságán sajnálkozzon, a Figyelők rábízták egy halhatatlan, Duncan MacLeod figyelését. Joe nyitott egy könyvkereskedést New Yorkban és onnan tartotta szemmel a skótot. Minden simán ment, mígnem 1995-ben az felfedezte követőjét. A két férfi között szoros barátság fűződött. Bár szabályzatuk tiltotta, Joe mégis többször információkat adott ki Mac-nek a többi halhatatlanról, aki így előnnyel indult ellenfeleivel szemben. Évekig éltek egymás mellett barátságban. Joe mindenhova követte MacLeodot, annak beleegyezésével és anélkül is. Ám végül 1997-ben a halhatatlan elhagyta barátait, Joe-t, Amandát és a legidősebb halhatatlanként számon tartott, magát Figyelőnek álcázó Methost és eltűnt a Figyelők szeme elől.

## Fordítás
- Ez a szócikk részben vagy egészben  a   Joe Dawson című angol Wikipédia-szócikk fordításán alapul.  Az eredeti cikk szerkesztőit annak laptörténete sorolja fel. Ez a jelzés csupán a megfogalmazás eredetét és a szerzői jogokat jelzi, nem szolgál a cikkben szereplő információk forrásmegjelöléseként.